# Seznam dílů seriálu Scooby Doo: Záhady s.r.o.
Toto je seznam dílů seriálu Scooby Doo: Záhady s.r.o. Americký animovaný seriál Scooby Doo: Záhady s.r.o. produkovala společnost Warner Bros. Animation. Vysílán byl premiérově na stanici Cartoon Network v letech 2010–2013 a dohromady bylo vytvořeno 52 dílů rozdělených do dvou řad. Jednotlivé díly měly délku průměrně 22 minut.

## Přehled řad
| Řada | Díly | Premiéra v USA    | Premiéra v USA    | Premiéra v ČR | Premiéra v ČR |
| Řada | Díly | První díl         | Poslední díl      | První díl     | Poslední díl  |
| ---- | ---- | ----------------- | ----------------- | ------------- | ------------- |
| 1    | 26   | 5. dubna 2010     | 26. července 2011 | vysíláno      | vysíláno      |
| 2    | 26   | 30. července 2012 | 5. dubna 2013     | vysíláno      | vysíláno      |

## Seznam dílů

### První řada (2010–2011)
| Č. v seriálu | Č. v řadě | Původní název                     | Český název                        | Premiéra v USA    |
| ------------ | --------- | --------------------------------- | ---------------------------------- | ----------------- |
| 1            | 1         | Beware the Beast from Below       | Střes se, bestie z hlubin          | 5. dubna 2010     |
| 2            | 2         | The Creeping Creatures            | Plaziví podezřelí                  | 19. července 2010 |
| 3            | 3         | Secret of the Ghost Rig           | Duchovo tajemství                  | 26. července 2010 |
| 4            | 4         | Revenge of the Man Crab           | Pomsta Krabího muže                | 2. srpna 2010     |
| 5            | 5         | The Song of Mystery               | Záhadná píseň                      | 9. srpna 2010     |
| 6            | 6         | The Legend of Alice May           | Legenda o Alici Mayové             | 16. srpna 2010    |
| 7            | 7         | In Fear of the Phantom            | Fobie z fantoma                    | 23. srpna 2010    |
| 8            | 8         | The Grasp of the Gnome            | V sevření skřeta                   | 30. srpna 2010    |
| 9            | 9         | Battle of the Humungonauts        | Souboj Humongonautů                | 6. září 2010      |
| 10           | 10        | Howl of the Fright Hound          | Vytí strašlivého psa               | 4. října 2010     |
| 11           | 11        | The Secret Serum                  | Tajemný lektvar                    | 11. října 2010    |
| 12           | 12        | The Shrieking Madness             | Zběsilé šílenství                  | 18. října 2010    |
| 13           | 13        | When the Cicada Calls             | Když volá cikáda                   | 25. října 2010    |
| 14           | 14        | Mystery Solvers Club State Finals | Státní finále klubu řešitelů záhad | 3. května 2011    |
| 15           | 15        | The Wild Brood                    | Divoká snůška                      | 10. května 2011   |
| 16           | 16        | Where Walks Aphrodite             | Kam chodí Afrodita                 | 17. května 2011   |
| 17           | 17        | Escape from Mystery Manor         | Útěk z tajemného sídla             | 24. května 2011   |
| 18           | 18        | Dragon's Secret                   | Dračí tajemství                    | 31. května 2011   |
| 19           | 19        | Nightfright                       | Noční děs                          | 7. června 2011    |
| 20           | 20        | The Siren's Song                  | Píseň Sirény                       | 14. června 2011   |
| 21           | 21        | Menace of the Manticore           | Postrach Manticora                 | 21. června 2011   |
| 22           | 22        | Attack of the Headless Horror     | Útok bezhlavého děsu               | 28. června 2011   |
| 23           | 23        | A Haunting in Crystal Cove        | Strašení v Křišťálové zátoce       | 5. července 2011  |
| 24           | 24        | Dead Justice                      | Mrtvá spravedlnost                 | 12. července 2011 |
| 25           | 25        | Pawn of Shadow                    | Pěšák stínů                        | 19. července 2011 |
| 26           | 26        | All Fear the Freak                | Všichni se bojí monstra            | 26. července 2011 |

### Druhá řada (2012–2013)
| Č. v seriálu | Č. v řadě | Původní název                               | Český název                           | Premiéra v USA    |
| ------------ | --------- | ------------------------------------------- | ------------------------------------- | ----------------- |
| 27           | 1         | The Night the Clown Cried                   | Noc, kdy plakal klaun                 | 30. července 2012 |
| 28           | 2         | The House of the Nightmare Witch            | Dům ježibaby z nočních můr            | 31. července 2012 |
| 29           | 3         | The Night the Clown Cried II: Tears of Doom | Noc, kdy plakal klaun 2: Zhoubné slzy | 1. srpna 2012     |
| 30           | 4         | Web of Dreamweaver                          | Pavučina tkalce snů                   | 2. srpna 2012     |
| 31           | 5         | Hodag of Horror                             | Strašlivý Hodag                       | 3. srpna 2012     |
| 32           | 6         | Art of Darkness                             | Temné umění                           | 6. srpna 2012     |
| 33           | 7         | The Gathering Gloom                         | Mračna se stahují                     | 7. srpna 2012     |
| 34           | 8         | The Night of Haunted Mountain               | Noc ve strašidelných horách           | 8. srpna 2012     |
| 35           | 9         | Grim Judgement                              | Kruťákův soud                         | 9. srpna 2012     |
| 36           | 10        | Night Terrors                               | Noční hrůzy                           | 10. srpna 2012    |
| 37           | 11        | The Midnight Zone                           | Půlnoční zóna                         | 13. srpna 2012    |
| 38           | 12        | Scarebear                                   | Děsivý grizly                         | 14. srpna 2012    |
| 39           | 13        | Wrath of the Krampus                        | Krampusova zloba                      | 15. srpna 2012    |
| 40           | 14        | Heart of Evil                               | Srdce zla                             | 16. srpna 2012    |
| 41           | 15        | Theater of the Doom                         | Divadlo zkázy                         | 17. srpna 2012    |
| 42           | 16        | Aliens Among Us                             | Vetřelci                              | 25. března 2013   |
| 43           | 17        | The Horrible Herd                           | Stádo hrůzy                           | 25. března 2013   |
| 44           | 18        | Dance of the Undead                         | Tanec nemrtvích                       | 26. března 2013   |
| 45           | 19        | The Devouring                               | Hltání                                | 27. března 2013   |
| 46           | 20        | Stand and Deliver                           | Vzdej se a klop                       | 28. března 2013   |
| 47           | 21        | The Man in the Mirror                       | Muž v zrcadle                         | 29. března 2013   |
| 48           | 22        | Nightmare in Red                            | Noční můra v rudé                     | 2. dubna 2013     |
| 49           | 23        | Dark Night of the Hunters                   | Temná noc lovců                       | 3. dubna 2013     |
| 50           | 24        | Gates of Gloom                              | Brána do temnoty                      | 4. dubna 2013     |
| 51           | 25        | Through the Curtain                         | Zamlženo                              | 5. dubna 2013     |
| 52           | 26        | Come Undone                                 | Konec zla                             | 5. dubna 2013     |